# Manfredonia, Southern Italy
Manfredonia, Southern Italy  è un documentario in formato 35 mm uscito nel 1912, dedicato alla cittadina della Puglia e destinato al mercato estero.
La pellicola è molto importante perché è in assoluto la prima girata in Puglia. Da notare che anche i primi film girati nella regione saranno ambientati nella Puglia settentrionale.

## Trama
Il documentario mostra varie scene di Manfredonia, cittadina del Gargano: veduta di case del centro cittadino, con gli uomini seduti accanto ad un muro; la piazza della città con la chiesa ed il grande campanile quadrato; uno zoom sul castello in rovina; una donna in posa per la macchina fotografica; altre scene di strada; un vecchio ed una donna; la Colonna dell'Arcangelo del vicino Santuario di San Michele Arcangelo, vista attraverso un arco e la grotta; le rovine di una chiesa, con particolare di una scultura; il palazzo del Comune e la cattedrale.

## Produzione

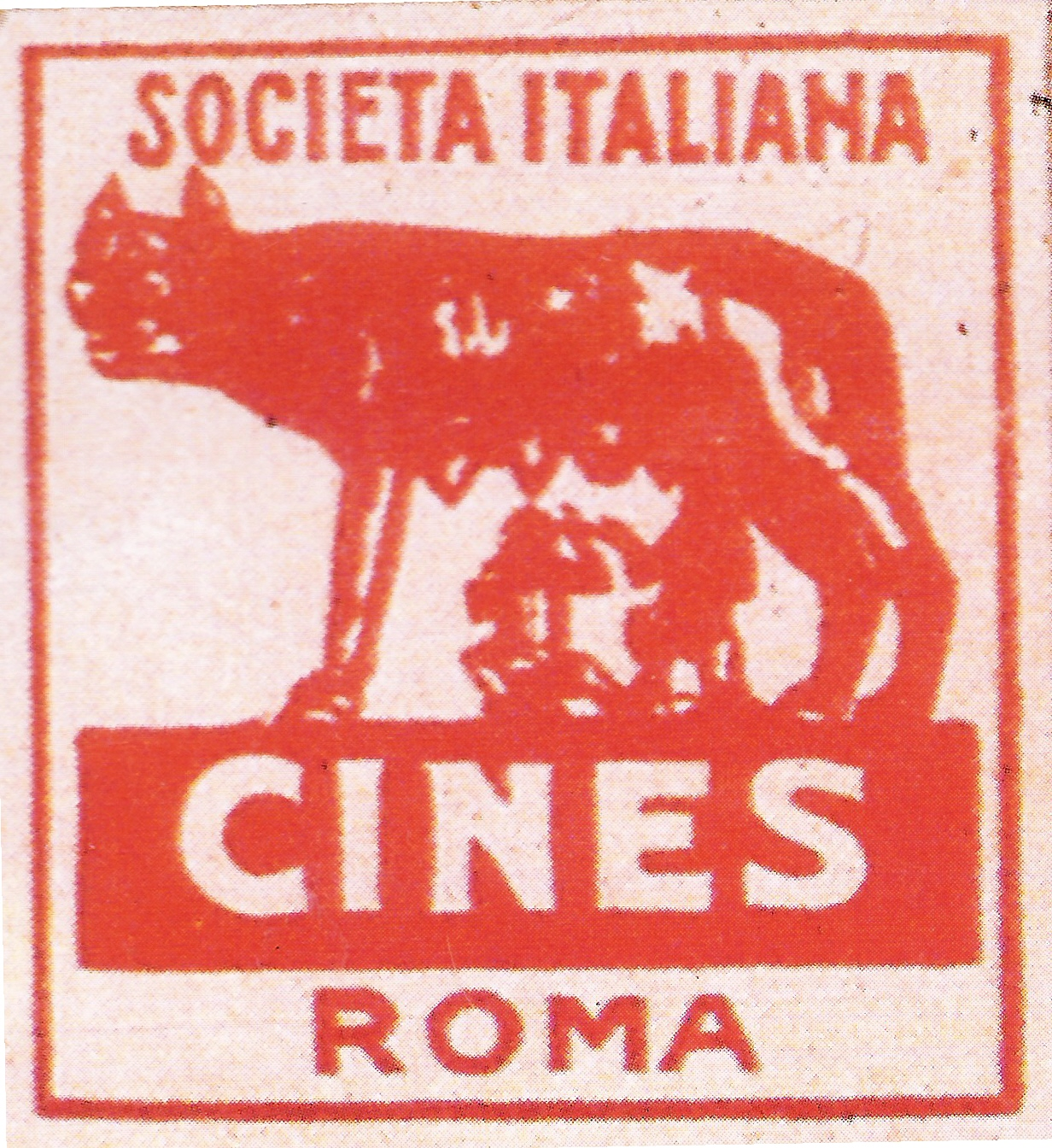
Il logo della Cines di Roma

La produzione è della Società Italiana Cines di Roma. Secondo alcune fonti sarebbe stato girato nel 1906 (anno di costituzione della stessa compagnia).
Il documentario fa parte di una serie di 12 filmati dedicati all'Italia e prodotti per far conoscere all'estero le località turistiche: Ascoli Piceno, Capri, Amalfi, Salerno, Calabria, Castrovillari, Laino, Sicilia e Sardegna.

## Distribuzione
Il debutto avviene in Francia il 30 agosto 1912; è poi proiettato in Gran Bretagna, il 15 settembre. Arriva, quindi, il 23 novembre negli Stati Uniti d'America: la pellicola (fino a questo momento presentata con il titolo "Manfredonia") diventa Manfredonia, Southern Italy, della durata di circa 12 minuti, ma la lunghezza originale della pellicola di 85 metri, pari a 300 piedi, viene ridotta a 260 piedi e viene proiettata come "split film" (filmato d'intervallo) della commedia "Two afflicted hearts".